# Дело малог значаја
Дело малог значаја у кривичном праву је оно дело које се у пракси одређује као багателно, односно занемарљиво. Због тога се не исплати покретати изузетно скуп кривичноправни апарат, како би се казнио учинилац, иако су испуњена сва обележја неког кривичног дела, нити би казна (у конкретном случају) могла да испуни своју сврху. Исти проблем се може решавати (и решава се ко нас) и на терену кривичног процесног права, предвиђањем института опортунитета кривичног гоњења.
Кумулативни услови за примену овог института су да се:
1. за дело може изрећи казна затвора до 3 године или новчана казна;
2. да степен кривице учниниоца није висок;
3. да су штетне последице дела одсутне или да су незнатне;
4. и да општа сврха кривичних санкција не захтева изрицање неке од њих.

Раније кривично законодавство Републике Србије предвиђало је институт незнатне друштвене опасности као општи основ који искључује постојање кривичног дела. Међутим, с обзиром на то да каснији Кривични законик изоставља друштвену опасност из општег појма кривичног дела, незнатна друштвена опасност замењена је институтом дела малог значаја. Дакле, дело малог значаја се може дефинисати и као недостатак кривичне противправности у материјалом смислу.